# Копин, Владимир Сергеевич
Владимир Сергеевич Копин (16 февраля 1945, Тбилиси, Грузинская ССР — 22 июля 2025, Санкт-Петербург) — советский футболист, защитник, полузащитник. Мастер спорта СССР.

## Биография
Родители Копина ещё до Великой Отечественной войны переехали в Тбилиси. Там он обучался в ФШМ ДСО «Трудовые резервы». С 1963 года — в составе местного «Динамо», был капитаном молодёжной и юношеской сборных СССР и динамовского дубля, с которым в 1964 году стал чемпионом страны. В 1965 году в составе «Торпедо» Кутаиси провёл один матч в первой групп класса «А» — в игре первого тура против «Динамо» Минск. Два следующих сезона провёл в тбилисском «Локомотиве». В сезоне 1968 отыграл 30 матчей за ленинградский «Зенит», следующий год — 20 матчей в составе «Уралмаша». В 1970 году вернулся в Ленинград и два сезона выступал за «Динамо». Карьеру игрока закончил в «Спартаке» Орджонокидзе в 1973—1975 годах. Был лидером и капитаном команды.
Работал в Орджоникидзе завучем футбольной школы, начальником «Спартака» (1981—1983), председателем ДСО «Буревестник» (1976—1981). В 1975 окончил экономический факультет Владикавказского университета. Работал консультантом секретариата мэрии Санкт-Петербурга. С 1997 — директор СДЮШОР профсоюзов по футболу «Кировец-Надежда». Начальник отделения футбола СДЮСШОР Адмиралтейского района.

## Награды
- Почётная грамота Президиума Верховного совета СОАССР (1983)
- Почётный диплом РФС (1997)
- Отличник физической культуры и спорта РФ (2003)